# Gioan Baotixita Bùi Tuần
Gioan Baotixita Bùi Tuần (hay Jean Baptiste Bùi Tuần) (21 tháng 1 năm 1927 – 27 tháng 7 năm 2024) là một Giám mục Công giáo người Việt. Ông từng đảm nhiệm chức Giám mục Phó rồi Giám mục chính tòa Giáo phận Long Xuyên từ năm 1975 đến năm 2003. Trong Hội đồng Giám mục Việt Nam, ông từng đảm nhận chức Chủ tịch Uỷ ban Phụng Tự trong hai nhiệm kỳ 1980–1983 và 1983–1986. Giám mục Bùi Tuần đã được Nhà nước Việt Nam trao tặng Huân chương Độc lập và Huân chương Đại đoàn kết dân tộc.
Năm 1954, cậu Bùi Tuần được đưa đến Hồng Kông tu học và đến đầu tháng 7 năm 1955 thì chịu chức linh mục. Cuối năm 1955, tân linh mục về Việt Nam sau đó được cử đi du học tại Rôma, Thụy Sĩ và Đức. Trong quá trình du học, ông nhận được bằng tiến sĩ Triết học. Năm 1964, linh mục Bùi Tuần trở về miền Nam Việt Nam, đảm trách vai trò linh hướng và Giám đốc Tiểu Chủng viện Têrêxa và Giám đốc Đại chủng viện Thánh Tôma Long Xuyên.
Ngày 15 tháng 4 năm 1975, Tòa Thánh chọn linh mục Gioan Baotixita Bùi Tuần làm Giám mục Phó Giáo phận Long Xuyên. Lễ tấn phong diễn ra vào trưa ngày 30 tháng 4 cùng năm, do Giám mục chính tòa Giáo phận Long Xuyên Micae Nguyễn Khắc Ngữ chủ phong, khiến ông cũng là giám mục Việt Nam duy nhất tấn phong vào ngày lịch sử này. Ông trở thành giám mục chính tòa của giáo phận Long Xuyên sau khi Giám mục Ngữ nghỉ hưu vào năm 1997, khi đã 69 tuổi. Ông tại vị đến năm 2003 thì về hưu, trao giáo phận lại cho Giám mục Phó Giuse Trần Xuân Tiếu.
Ngoài công việc một Giám mục, ông còn là một người rất yêu thích thơ văn. Giám mục Bùi Tuần thường gặp gỡ các nhà văn, ông đã xuất bản nhiều tựa sách mà nổi bật nhất là bộ "Thao thức" phát hành vào năm 2007. Giám mục Bùi Tuần là tâm điểm giữa những luồng quan điểm trái ngược: làm Cách mạng trong vỏ bọc Công giáo, và dùng vỏ bọc Công giáo để chống cách mạng.

## Thân thế
Bùi Tuần sinh ngày 21 tháng 1 năm 1927 tại làng Cam Lai, xã Nam Trung, huyện Tiền Hải, tỉnh Thái Bình nay là Giáo họ Cam Lai thuộc Giáo xứ Lương Điền, Giáo hạt Bắc Tiền Hải, Giáo phận Thái Bình. Ngày sinh trên là chính thức, trong khi trên giấy tờ, ông được ghi nhận sinh ngày 24 tháng 6 năm 1928. Thân phụ là ông Gioan Baotixita Bùi Tuyển và thân mẫu là bà Maria Vũ Thị Tần. Ngoài người con trai Bùi Tuần di theo con đường tu trì, ông bà thân sinh còn có người con làm linh mục khác là linh mục Gioan Baotixita Bùi Châu Thi. Giám mục Tuần không tin khi được thân mẫu nói về một giấc chiêm bao về cuộc đời người con Bùi Tuần, nhưng theo tác giả Minh Chuyên, số phận Bùi Tuần thực tế đã theo con đường mà thân mẫu đã kể lại.
Thời thơ ấu, cậu bé Bùi Tuần sống trong nghèo khó, với hoàn cảnh song thân và nông dân và đều phải đi ở đợ. Thân phụ ông từng bị trói đánh ở đình, cũng như thân mẫu đã nhai gạo sống để cho các con ăn khi nước lũ dâng cao và họ phải sống trên mái nhà. Giám mục Bùi Tuần sau này cho biết thân phụ ông khuyên bảo ông tin tưởng vào Thánh Giuse và nhớ đến các người khó khăn, trong khi thân mẫu nhắc nhớ Bùi Tuần rằng luôn nhớ có Chúa trước mặt, cũng như lo cho lợi ích hội thánh trên [lợi ích] của gia đình.

## Thời kỳ tu học
Cậu bé Tuần sớm đến sinh sống cùng linh mục Phêrô Maria Trần Gia Vĩnh tại Nhà thờ Cam Lai quê hương và sau một thời gian, giáo sĩ này đã gửi cậu bé Tuần đến trường thử Cát Đàm.
Năm 1940, cậu bé Bùi Tuần gia nhập Tiểu chủng viện Mỹ Đức, Cát Đàm, Thái Bình, sau đó, năm 1946, chủng sinh Tuần gia nhập Giáo hoàng chủng viện Albertô, Nam Định. Ngoài 20 tuổi, chủng sinh Bùi Tuần theo phụ giúp linh mục xứ Cao Mại, vào khoảng thời gian Pháp sử dụng địa điểm này để tra tấn các người theo cách mạng và nhận ra hai quan điểm chính trị đối lập.
Năm 1954, khi Hiệp định Genevè được ký kết, Bùi Tuần được cho rằng cùng hàng vạn giáo dân miền Bắc quyết định di cư vào sinh sống tại miền Nam, tuy vậy ông đã được cho đi du học trường dòng ở Hồng Kông. Chủng sinh Bùi Tuần là chủng sinh của Chủng viện Rosary Hill, Hồng Kông.
Ttong thời kỳ là một thầy giảng, Bùi Tuần cho biết ông rất yêu thơ văn, và mỗi ngày làm một bài thơ, định gửi cho Xuân Diệu. Ông cho rằng những quan sát khi làm thơ đã hỗ trợ cho ông trong việc học môn Triết học.

## Thời linh mục
Ngày 2 tháng 7 năm 1955, Gioan Baotixita Bùi Tuần được thụ phong chức linh mục tại Hồng Kông, bởi Giám mục Đa Minh Hoàng Văn Đoàn. Trong sách "Tâm tình với linh mục", có đoạn ông viết: "Tối ngày mùng 1 tháng 7 năm 1955 tại Trường Dòng Đa Minh trên quả đồi Rosary Hồng Kông, trong bầu không khí tĩnh tâm, tôi quỳ trước cha Linh Hướng để bày tỏ nỗi sợ của tôi. Tôi sợ lãnh chức Linh mục vì tôi thấy mình quá bất xứng... nhưng lời cầu chối từ không thành".
Cuối năm 1955, ông về Việt Nam, sống trong trại di cư Long Phước Thủ Đức, sau đó được "bề trên" cử đi du học tại Roma nước Ý. Nhưng chính quyền Việt Nam Cộng hòa tình nghi nên hoãn và không cho đi. Ông phải liên hệ với Khâm sứ Tòa thánh nhờ can thiệp. Tòa thánh liên lạc với Tổng thống Ngô Đình Diệm. Vài hôm sau sau, thư ký của Tổng thống cho xe đón linh mục Tuần vào dinh Gia Long và thông báo Ngô Đình Diệm đồng ý cho ông sang Roma học. Tốt nghiệp cử nhân triết học Roma, nhờ học giỏi, được học bổng, ông được chọn đi học tiến sĩ triết học tại Trường Đại học Thụy Sĩ và tốt nghiệp bằng tiến sĩ triết học. Sau đó, ông đến Trường Đại học Pheu-bua (Đức) học chương trình nâng cao tiến sĩ triết học... Sau gần 10 năm tu học, ông trở về miền Nam Việt Nam.
Linh mục Bùi Tuần theo học Đại học Urbania, niên khóa 1955 và 1956. Từ năm 1956, linh mục Tuần chuyển sang học tại Đại học Công giáo Fribourg, Thụy Sĩ cho đến năm 1962. Ông đã tốt nghiệp văn bằng Tiến sĩ Triết học với luận án Essai sur la Genèse de la souffrance de l'amour (tạm dịch: Tiểu luận Nguồn gốc đau khổ của tình yêu). Sau khi trở về Việt Nam, linh mục Bùi Tuần đảm nhận chức vụ linh hướng, và sau là Giám đốc Tiểu chủng viện Têrêxa từ năm 1962 đến năm 1972 và Giám đốc Đại chủng viện Thánh Tôma Long Xuyên, từ năm 1972 đến năm 1975.

## Thời kỳ Giám mục

### Giám mục phó Long Xuyên
Ngày 15 tháng 4 năm 1975, linh mục Gioan Baotixita Bùi Tuần được Tòa Thánh bổ nhiệm làm Giám mục phó giáo phận Long Xuyên (Việt Nam) hiệu tòa Tabunia. Ngày 17, Giám mục Micae Nguyễn Khắc Ngữ báo cho ông biết việc bổ nhiệm này và lễ tấn phong được cử hành vào ngày 30 tháng 4 năm 1975. Giám mục Tân cử Bùi Tuần cho biết ông "rụng rời" khi nghe tin bổ nhiệm giám mục, và đã xin từ chối đề cử nhưng không được chấp nhận.
Lễ truyền chức giám mục của Giám mục Gioan Baotixita Bùi Tuần do Giám mục chính tòa Giáo phận Long Xuyên Micae Nguyễn Khắc Ngữ chủ phong, Giám mục Réginald-André-Paulin-Edmond Jacq Mỹ phụ phong, linh mục Antôn Nguyễn Văn Thành và Giuse Trần Xuân Tiếu phụ giúp lễ. Số người tham dự chỉ có chừng 100 người, phần đông là các linh mục và các chủng sinh, một số nữ tu và giáo dân. Buổi lễ đã diễn ra trong bầu khí trầm lắng, không kèn không trống, không đàn hát, không rước kiệu, không quay phim, không tiệc tùng, không diễn văn chúc mừng. Có lẽ ít có một lễ tấn phong giám mục nào lại đơn giản đến vậy.
Nhắc nhớ về ngày lễ tấn phong giám mục, Giám mục Tuần chia sẻ: Lẽ ra là một ngày quan trọng nhất của đời người nhưng lại là ngày số phận run rủi đã đẩy tôi vào trước họng súng. Hôm đó, lực lượng quân cách mạng ập vào nhà thờ, chĩa súng vào người tôi, dọa bắt tôi và kết án tử hình. Họ cho tôi 3 phút suy nghĩ trước khi họ hành động. Bỗng đức tin lại trỗi dậy trong tôi. Tôi tin những việc làm của tôi không có gì tội lỗi. Tôi không phải là người phản bội dân tộc. Người cắm lá cờ giải phóng đầu tiên trên nóc nhà xứ Long Xuyên trước lúc quân giải phóng tiến vào nhà thờ là tôi. Ông còn bị nghi ngờ là do CIA đưa vào Việt Nam chống phá chính quyền, nhưng sau khi đọc các bản ghi của ông kêu gọi đồng bào giáo xứ không hợp tác với người nước ngoài, vận động các gia đình có người thân đi theo quân đội và chính quyền Việt Nam Cộng Hòa ra đầu thú, kêu gọi đồng bào ủng hộ, giúp đỡ chính quyền cách mạng... nên việc tra xét trở nên dịu nhẹ hơn, theo cảm nhận của Giám mục Tuần. Giám mục Tuần cũng từng đề nghị quân lính đang cầm AK, tay trên cò súng bắn vào bản thân mình.
Khi qua Rôma đưa Thư chung 1980 và lưu lại tại đó, Tổng giám mục Phaolô Nguyễn Văn Bình chia sẻ với Giám mục Bùi Tuần: "Tòa Thánh có dự định đưa Đức cha về Sài Gòn làm phụ tá, dự phòng cho tương lai phức tạp. Sau một thời gian cân nhắc, tôi đã trình với Tòa Thánh là theo tôi dự kiến đó không thích hợp. Vì lý do sức khỏe, Đức cha nên ở lại Long Xuyên. Vừa sẽ có lợi cho Hội Thánh, vừa sẽ có lợi cho tất cả Đất Nước. Tòa Thánh đã đồng ý rút lại dự định". Vậy là ông đã từng được Tòa Thánh chọn làm người phụ tá cho Tổng giám mục Bình nhưng sự việc không thành.
Trong Hội đồng Giám mục Việt Nam, ông là Chủ tịch Uỷ ban Phụng Tự trong hai khóa, kéo dài từ năm 1980 đến năm 1986. Đầu tháng 6 năm 1988, Giám mục Bùi Tuần đã sang Rôma vận động và trở về Việt Nam trước khi Giáo hoàng Gioan Phaolô II chính thức tôn phong các thánh tử đạo Việt Nam. Giám mục Tuần đã tham dự bốn chuyến viếng thăm Ad Limina vào các năm 1980, 1990. 1996 và 2002.

### Giám mục chính tòa Long Xuyên
Ngày 30 tháng 12 năm 1997, Giám mục phó Gioan Baotixita Bùi Tuần kế nhiệm Giám mục Micae Nguyễn Khắc Ngữ làm Giám mục chính tòa Giáo phận Long Xuyên. Vào thời điểm nhận giáo phận Long Xuyên, giáo phận này có khoảng 200.000 giáo dân 173 linh mục triều, 6 linh mục dòng, 250 nữ tu. Giáo phận Long Xuyên, vào thời điểm này được chia thành 5 giáo hạt, 87 giáo xứ, 69 giáo họ. Về mặt cơ sở có 156 nhà thờ và nhà nguyện.
Giám mục Bùi Tuần là tham dự viên Thượng Hội đồng Giám mục Á Châu tại Rôma vào tháng 4 và tháng 5 năm 1998. Năm 2001, ông đã tham gia nghi thức tấn phong cho nghĩa tử của mình là Giám mục Giuse Vũ Duy Thống.
Ngày 2 tháng 10 năm 2003, Giáo hoàng Gioan Phaolô II chấp nhận đơn từ nhiệm của giám mục Bùi Tuần. Giám mục Tuần nghỉ hưu tại tòa giám mục giáo phận Long Xuyên. Giáo hoàng xác nhận việc Giám mục phó Long Xuyên Giuse Trần Xuân Tiếu kế vị giám mục Tuần giữ chức giám mục chính tòa.
Bùi Tuần là giám mục đã phong chức linh mục (vào năm 1991) và Giám mục (vào năm 1999) cho Giám mục chính tòa Giáo phận Lạng Sơn và Cao Bằng Giuse Ngô Quang Kiệt, người mà đến năm 2005 trở thành Tổng giám mục Tổng giáo phận Hà Nội. Ngoài ra, ông cũng là Giám mục Việt Nam chủ phong cùng lúc cho hai vị tân Giám mục là Giuse Trần Xuân Tiếu, Giám mục chính tòa giáo phận Long Xuyên, và Giuse Ngô Quang Kiệt, nguyên tổng Giám mục Tổng giáo phận Hà Nội. Giám mục Phêrô Kiều Công Tùng cho rằng việc truyền chức giám mục cho hai tân giám mục này là nguồn gốc biệt danh bishop marker (tạm dịch: người tạo ra giám mục) được gán cho Giám mục Tuần.

### Thời kỳ hưu dưỡng

Giám mục Bùi Tuần mừng 60 năm linh mục tháng 7 năm 2015

Sau khi hồi hưu, Giám mục Bùi Tuần thường viết các bài suy niệm trên báo Công giáo và Dân tộc. Giám mục Tuần đã cộng tác với tờ báo này kể từ những số báo đầu tiên.
Ngày 30 tháng 4 năm 2007, Giáo phận Long Xuyên mừng thượng thọ bát tuần, 32 năm giám mục cho giám mục Bùi Tuần cũng như cho ra mắt bộ sách "Thao thức" gồm năm tập của giám mục Bùi Tuần. Hơn 300 khách mời, đại biểu Ban tôn giáo, Mặt trận Tổ quốc tỉnh An Giang, Cần Thơ, các linh mục, cựu chủng sinh Long Xuyên đã tham dự.
Ngày 30 tháng 4 năm 2014, tại nhà nguyện Tôma Tòa Giám mục Long Xuyên diễn ra lễ tạ ơn, cầu nguyện cho giám mục Bùi Tuần và cho giáo phận Long Xuyên nhân dịp kỷ niệm 39 năm giám mục Tuần được phong Giám mục. Lễ do Giám mục chính tòa Giuse Trần Xuân Tiếu chủ tế, có sự hiện diện dự lễ của Giám mục Bùi Tuần, đồng tế với Giám mục Tiếu là Tân Giám mục Phụ tá Giuse Trần Văn Toản và một số linh mục từ Tòa giám mục và Nhà thờ chính tòa.
Ngày 2 tháng 7 năm 2015, Giáo phận Long Xuyên kỉ niệm 60 năm linh mục cho Bùi Tuần, chủ tế là giám mục chính tòa Giáo phận Phan Thiết Giuse Vũ Duy Thống, đồng tế có giám mục Tuần, các giám mục Giuse Trần Xuân Tiếu và Giuse Trần Văn Toản và khoảng 30 linh mục và thân nhân, tu sĩ nam nữ và giáo dân.
Ngày 9 tháng 1 năm 2016, Giám mục Phụ tá Long Xuyên Trần Văn Toản đã đến giáo xứ Tân Thành để chủ sự lễ cầu nguyện cho cha mẹ giám mục Bùi Tuần nhân lễ bốc mộ. Bản thân giám mục Tuần gửi thư chia sẻ tâm tình mình về cha mẹ của mình cũng như gửi lời cảm ơn đến Giám mục Toản. Như mọi hoạt động thường niên, năm 2016, cũng nhân dịp kỉ niệm Lễ tấn phong Giám mục của giám mục Tuần, sáng ngày 30 tháng 4, Giáo phận Long Xuyên tổ chức kỉ niệm 41 năm Giám mục, do Giám mục chính tòa Trần Xuân Tiếu chủ sự, đồng tế có Giám mục Phụ tá Trần Văn Toản, và đông đảo các linh mục.

### Qua đời và an táng
Giám mục Bùi Tuần qua đời vào lúc 3 giờ 30 phút sáng ngày 27 tháng 7 năm 2024 tại Tòa giám mục Long Xuyên, thọ 97 tuổi. Tòa giám mục Long Xuyên chính thức thông tin về sự qua đời của nguyên giám mục bằng cáo phó công bố vào 7 giờ 36 phút cùng ngày. Nghi thức đưa chân đã được giám mục Long Xuyên đương nhiệm Trần Văn Toản cử hành vào sáng ngày 27 tháng 7 tại Nhà nguyện Tòa giám mục Long Xuyên.
Sáng ngày 28 tháng 7, phái đoàn chính quyền trung ương và địa phương đã đến viếng thi hài cố Giám mục Bùi Tuần. Dẫn đầu phái đoàn là ông Phó Thủ tướng Trần Lưu Quang. Phái đoàn của chính quyền còn có Thứ trưởng Bộ Nội vụ Vũ Chiến Thắng và Trưởng Ban Tôn giáo Chính phủ Vũ Hoài Bắc.
Theo Cáo phó, thi hài cố giám mục sẽ được tẫn liệm vào sáng ngày 28 tháng 7, và lễ an táng ngày 30 tháng 7 cùng năm tại Nhà thờ chính tòa Long Xuyên. Theo thông cáo về chương trình hậu sự, thi hài dự tính được quàn ba ngày tại Nhà nguyện Tôma, Tòa giám mục Long Xuyên để các đoàn thể đến viếng. Giáo phận Long Xuyên không nhận vòng hoa và phúng điếu, không sử dụng kèn trống và cho phép đặt thùng hiệp thông dùng để xin lễ và làm thiện nguyện để cầu cho cố giám mục.
Việc di quan cố giám mục từ Tòa giám mục đến Nhà thờ chính tòa Long Xuyên đã được cử hành vào chiều ngày 29 tháng 7. Nhiều hội đoàn, giáo dân đã đến viếng thi hài cố giám mục tại Nhà thờ chính tòa. Lễ an táng đã được cử hành vào sáng ngày 30 tháng 7, tại Nhà thờ chính tòa Long Xuyên, với chủ tế là Tổng giám mục Giuse Nguyễn Năng. Thi hài cố giám mục được an táng tại khuôn viên Nhà thờ chính tòa Long Xuyên.

## Sự nghiệp văn học
Ngoài trách vụ Giám mục, Gioan Baotixita Bùi Tuần còn được biết đến như một nhà văn, nhà báo với nhiều tác phẩm được đăng và xuất bản. Nói về việc viết sách ông nhận định rằng ông là một người thích quan sát, phân tích, tổng hợp. Việc viết sách của ông có sự chuẩn bị từ lâu. Những bài cảm nghiệm nhiều, không phải lý thuyết. Cái "gắn liền" nhiều và gắn lý thuyết với kinh nghiệm, đức tin với thực tế, đất nước với Giáo hội. Ông cũng chia sẻ nhiều người nói với nhau: Đức cha đọc sách nào mà viết hay vậy nhỉ. và rổi chia sẻ: Đó là vốn sống thao thức với thời cuộc mấy chục năm. Không đánh mất mình, tìm sự thật và yêu mến sự khôn ngoan.

### Giao lưu văn học
Khoảng trong những năm 80, ông đã ra Hà Nội tìm đến nhạc sĩ Văn Cao và ông chia sẻ do thấy Văn Cao cùng cảnh ngộ nghèo khó giống mình, ông cũng chia sẻ thêm là ông thích bài Đàn chim Việt và bài Thiên Thai và rất xúc động khi nghe những bài này. Giám mục Bùi Tuần được gặp Văn Cao thông qua sự giúp đỡ của ông Phạm Huy Thông. Nhà sử học Nguyễn Đình Đầu còn cho biết: sau lần Giám mục Bùi Tuần tìm gặp Văn Cao, do không vào Nam và Văn Cao muốn đáp lễ, đã đến thăm Hồng y Phaolô Giuse Phạm Đình Tụng ở Hà Nội. Một lần khác, ông cũng đến gặp gỡ nhà văn Võ Hồng.

### Tác phẩm nổi bật
Giám mục Bùi Tuần viết rất nhiều. Tuy vậy, ông không bao giờ nhớ và đồng thời chia sẻ thêm rằng có ba thứ ông không bao giờ nhớ: số điện thoại của mình, tiền để đâu và sách viết ra. Ông chỉ ngủ một đêm hai tiếng. Trong căn phòng nhỏ, không có vi tính, tất cả đều ông viết tay trên một tấm gỗ giấu bên dưới mặt chiếc bàn nhỏ có thể kéo ra, đẩy vào. Viêc này thật kì lạ nên nhà báo Khổng Thành Ngọc viết nên bài báo "Từ bàn viết của một cụ già".
Tác phẩm nổi bật là bộ sách "Thao Thức". Bộ này được ra mắt vào ngày 30 tháng 4 năm 2007. Buổi ra mắt được tổ chức tại Tòa giám mục Long Xuyên, được Giám mục Giuse Trần Xuân Tiếu chủ sự. Giám mục Tuần, từ nhà hưu giáo phận dời ra Tòa giám mục để tham dự sự kiện. Tham dự sự kiện có các tổ chức báo chí, và nhà nghiên cứu Nguyễn Đình Đầu. Theo tác giả Minh Chuyên từ Ðài Truyền hình Việt Nam đăng trên báo Thái Bình, bộ sách này đã được Nhà xuất bản Tổng hợp Thành phố Hồ Chí Minh cho in vào năm 1995. Đây là một bộ sách được tuyển chọn từ các bài viết của Giám mục trong cả một quãng thời gian dài. Bộ sách dài hơn 2.500 trang, do Nhà Xuất Bản Tổng hợp Thành phố Hồ Chí Minh ấn hành, gồm 5 tập. Chỉ chưa đầy một giờ đồng hồ trong ngày ra mắt, số lượng đăng ký mua sách đã lên tới 1.150 bộ. Trong đó có Thủ tướng Nguyễn Tấn Dũng đã điện thoại và cũng nhã ý muốn đọc bộ sách này.
Một số tựa sách khác:
- Xây lại cuộc đời (1965)
- Ơn Thiên triệu với Gia đình (1965)
- Giới Luật Yêu Thương
- Nói với chính mình (1987)
- Abba, Lạy Cha (1988)
- Ơn Trở Về: Tuần Tĩnh Tâm Linh mục Long Xuyên (1991)
- Nói với Giáo dân (1997)
- Hành trình Phục Sinh (1998)
- Người Môn Đệ Đức Kitô
- Những Tâm Tình Dấu Chỉ
- Mở lòng ta ra
- Làm chứng cho Đức Kitô,
- Hãy sang bờ bên kia,
- Địa chỉ mới của đức tin
- Thách đố mới

## Nhận xét
- Khi nói về giám mục Bùi Tuần, giám mục kế vị Giuse Trần Xuân Tiếu viết:

| “ | Con người Giám mục nơi ông hội tụ nhiều khuôn mặt làm nên một con người đáng cho chúng ta phải khâm phục. Ông là một nhà giáo uyên bác, nhà đạo đức có nền tảng nội tâm sâu sắc, nhà văn với tư tưởng thâm sâu với lối hành văn nhẹ nhàng lôi cuốn không thể lẫn lộn với ai khác, một nhà báo luôn đi sát với thời cuộc, một nhà tiên tri... | ” |

- Thủ tướng Việt Nam, ông Nguyễn Tấn Dũng cũng thường hay gọi điện thoại trao đổi với ông về "các mối tương quan giữa chính trị và tín ngưỡng, giữa sự ổn định chính trị và sự phát triển đời sống đồng bào, giữa Nhà nước và Giáo hội, giữa Việt Nam và Tòa thánh..." [5] do ông có chủ trương là sự hòa hợp trong đất nước, trong Công giáo, muốn dân tộc hòa hợp nhau, thương yêu thật sự vì theo ông thì bản tính người Việt cũng có khi hay có sự chia rẽ, ngôi thứ không chan hòa...[5]
- Nhận xét về công việc viết văn của ông, nhà báo Nguyễn Thị Ngọc Hải – báo Sài gòn Giải phóng viết:

| “ | Giám mục là một nhà văn không đứng trong hội nhà văn nào, viết không với chủ đích làm văn học, nhưng đã làm thổn thức rung động bao con tim.... Vị Giám mục này là người "đau khổ vì tình". Tình đây không phải tình yêu nam nữ. Đó là tình yêu thương đất nước, con người tha thiết nhất. Giá trị nhân văn sâu sắc ấy không tách bạch được trong chức phận cao quý của một vị Giám mục và một nhà văn. Đúng như lời Đức Giám mục viết ước nguyện của mình: "để sống phúc âm giữa lòng dân tộc... làm một tấm khăn lau, để lau lòng người được bớt đi những mệt mỏi, lo âu, phiền muộn. | ” |

- Nhà báo Nguyễn Thanh Long, phó tổng biên tập báo Công giáo và Dân tộc, trong bài "Giấc mơ 25 năm của một Giám mục" đã viết về "đồng nghiệp đặc biệt" của mình như sau:

| “ | ... Giám mục Gioan Baotixita Bùi Tuần là vị Giám mục viết nhiều nhất trên tờ Công giáo và Dân tộc. Ông viết rất nhiều đủ loại đề tài về tôn giáo, giáo dục và cả chính trị. Đề tài nào người đọc cũng đều thấy nơi đó một sự chăm chút, tỉ mỉ và chuyên sâu rất thế cuộc... | ” |

- Nhân dịp giới thiệu bộ sách có tựa Thao thức của Bùi Tuần, Báo Công giáo và Dân tộc có đoạn viết như sau:

| “ | ... những bài viết của ông trên báo Công giáo và Dân tộc cũng là nội dung chính yếu của bộ sách, đã truyền, đã khơi gợi sức thao thức nơi người đọc, không phải về những quyền lợi, những khó khăn, mà chính là về trách nhiệm, về vai trò của mỗi người trong bổn phận làm người, trong bổn phận đối với đất nước. Và đặc biệt, đối với người công giáo, đó còn là sự thao thức về bổn phận và vai trò yêu thương của người Việt Nam công giáo trong xã hội hôm nay. Và không có gì cụ thể hơn để chứng minh tầm ảnh hưởng của những thao thức của Đức Giám mục Bùi Tuần bằng chính cuộc gặp mặt ngày 30-4-2007 này với sự hiện diện của hơn 300 con người đủ mọi thành phần. Một cuộc gặp mặt để thao thức, bắt nguồn từ, lấy cảm hứng từ những thao thức của một con người mà hình như được sinh ra để thao thức ! | ” |

## Tông truyền
Giám mục Gioan Baotixita Bùi Tuần được tấn phong giám mục năm 1975, thời Giáo hoàng Phaolô VI, bởi:
- Chủ phong: Micae Nguyễn Khắc Ngữ, giám mục chính tòa giáo phận Long Xuyên.
- Phụ phong: giám mục Réginald-André-Paulin-Edmond Jacq Mỹ, O.P., nguyên Đại diện Tông Tòa Hạt Đại diện Tông Tòa Lạng Sơn và Cao Bằng

Dưới đây là sơ đồ tính Tông truyền từ giám mục Việt Nam đầu tiên được giám mục ngoại quốc chủ phong cho đến đời Giám mục Gioan Baotixita Bùi Tuần.
Giám mục Gioan Baotixita Bùi Tuần là Giám mục Chủ phong cho các giám mục:
- Năm 1999, giám mục Giuse Trần Xuân Tiếu, cố giám mục chính tòa Giáo phận Long Xuyên.
- Năm 1999, Tổng giám mục Giuse Ngô Quang Kiệt, hiện là nguyên Tổng giám mục Tổng giáo phận Hà Nội.